# Grizzly I
Il Grizzly I era un carro armato incrociatore canadese ed era sostanzialmente un M4 Sherman modificato: questo veicolo, rispetto al famoso carro americano, aveva una corazzatura più spessa e inclinata, aveva una gittata più lunga, e, soprattutto era dotato di cingoli prodotti dalla Canada Dry Pin.

## Storia
Dopo che la Francia crollò, fu deciso che il Canada avrebbe dovuto produrre da sé i propri carri armati destinati alle proprie divisioni corazzate, invece che essere rifornito dal Regno Unito o dagli Stati Uniti. Poiché vi era necessità di iniziare al più presto la produzione, il progetto del carro fu basato su quello dell'M3 americano. Le limitazioni di quel progetto, però, portarono a una vasta revisione dell'intero mezzo, giungendo così alla creazione del carro armato Ram. Questo mezzo fu prodotto nei nuovi stabilimenti della Montreal Locomotive Works. Il Ram era molto adatto per l'addestramento ma la comparsa dell'M4 Sherman e la sua netta superiorità rispetto al modello precedente portò ad una interruzione della linea produttiva del Ram in favore di quella del Grizzly, nell'agosto del 1943. La produzione del Grizzly fu fermata non appena la produzione americana di veicoli corazzati fu sufficiente a rifornire gli Alleati. Essa fu dunque sostituita dalla produzione del semovente Sexton, basato sul Ram.
Il Grizzly differiva dall'M4 nelle ruote motrici, da 17 denti (anziché i 13 dello Sherman) e cingoli della "CDP", più semplici e privi di parti in gomma.
Dopo la guerra, un certo numero di Grizzly e di Sexton furono venduti al Portogallo ai fini del programma di assistenza NATO. Quei mezzi servirono nelle forze armate portoghesi fino al loro ritiro definitivo negli anni '80.